# 党红
党红（1969年1月28日—），黑龙江哈尔滨人，中国女子冰球运动员。她曾代表中国国家队参加1998年冬季奥林匹克运动会冰球比赛，获得第四名。